# Joseph Antoon Couchet
Joseph Antoon Couchet of Joseph Antoon Cochet (gedoopt Antwerpen, 28 maart 1630 – aldaar, 1678) was een Zuid-Nederlands graveur. Hij was bekend om zijn reproducties van schilderijen met Bijbelse taferelen, allegorieën, portretten, christelijk religieuze voorstellingen en genrevoorstellingen.
Hij werkte samen met prentkunstenaars Johannes Papels, Gillis Hendricx en Adriaen Lommelin. Couchet was waarschijnlijk een telg uit de familie Couchet, beroemde klavecimbelmakers afstammend uit de familie Ruckers.